# Land Warrior

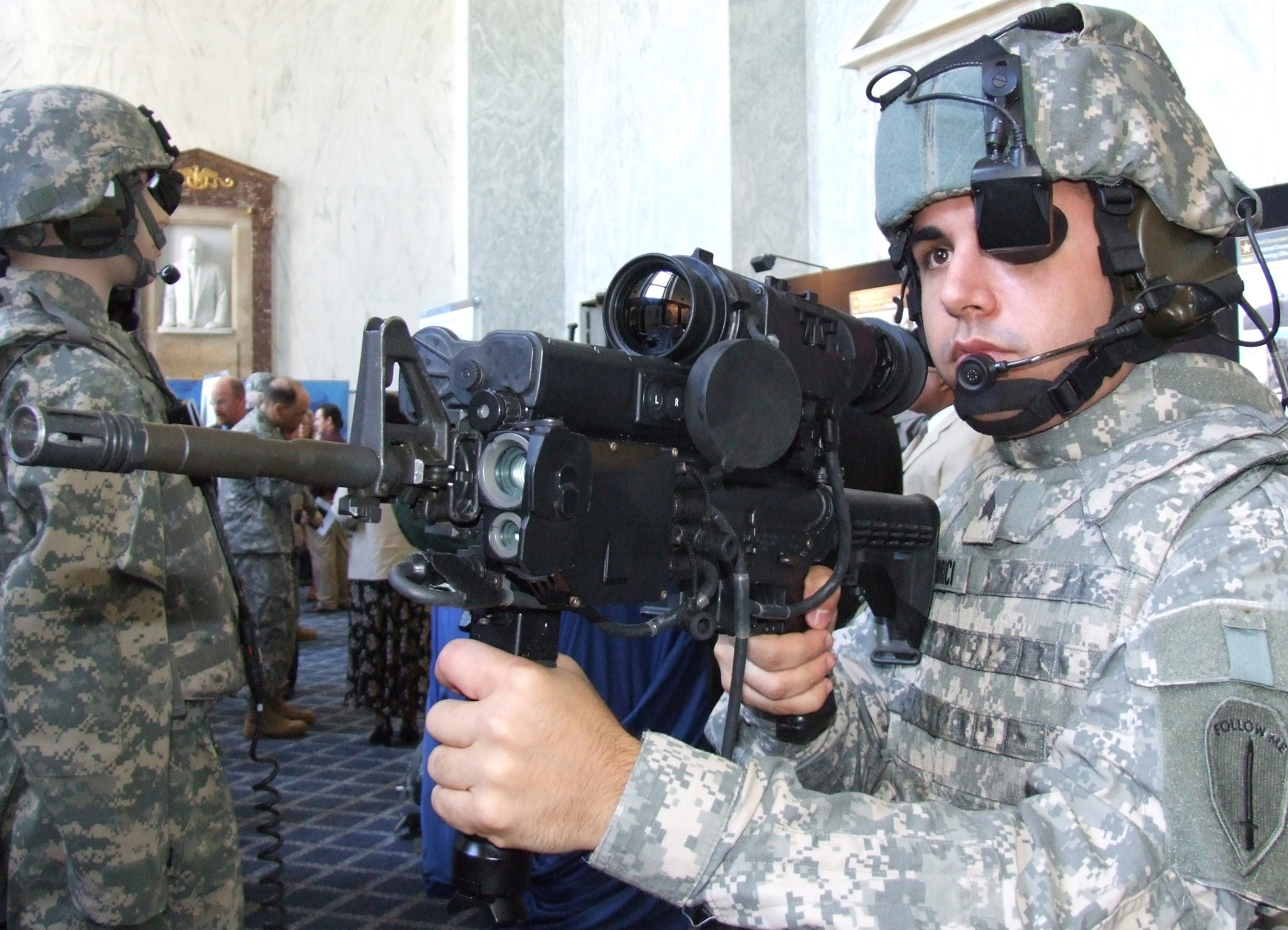

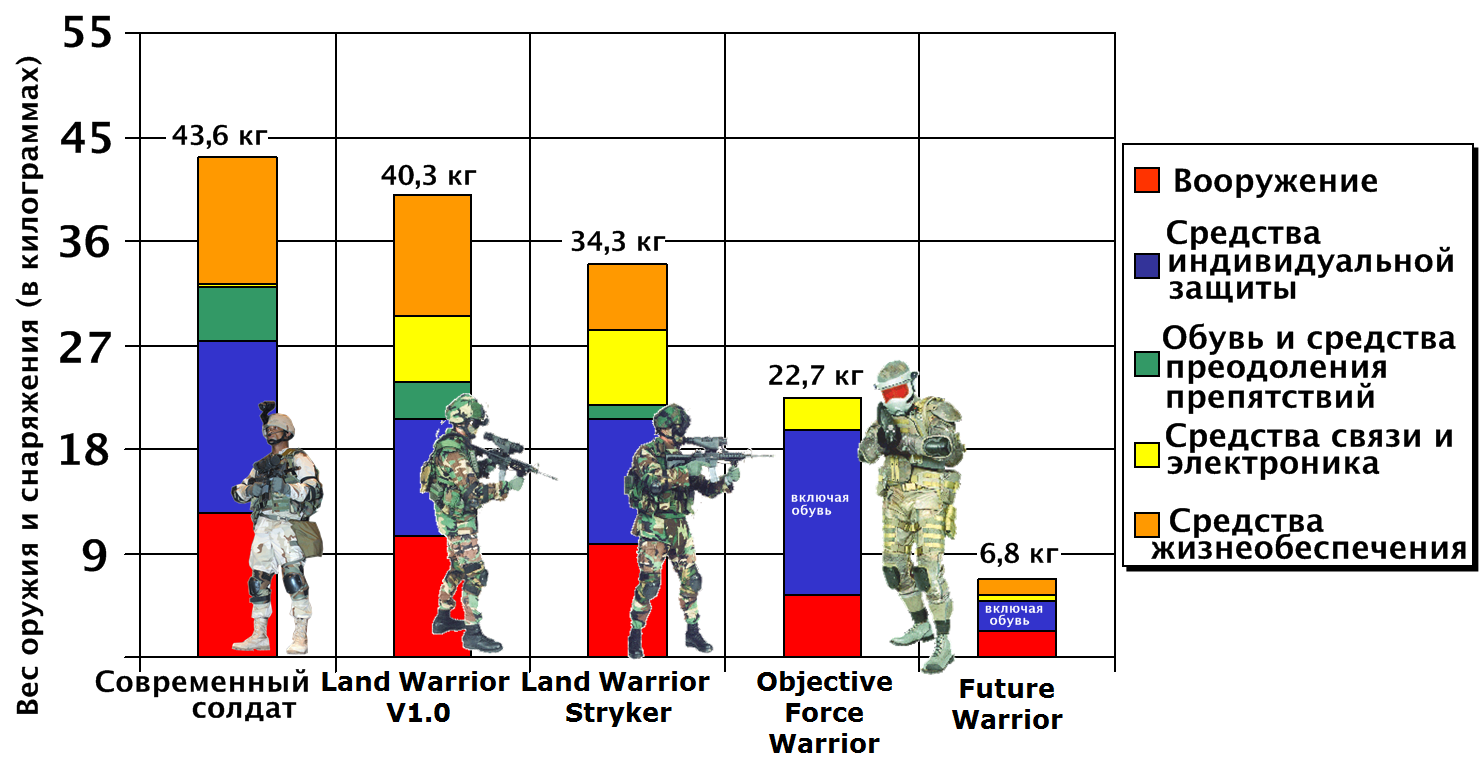
Эволюция носимого военного имущества пехотинца Армии США

Land Warrior (досл.: «наземный воин») — американский проект перевооружения военнослужащих взводного звена, использующий высокотехнологичную интеграцию тактического вооружения со средствами обеспечения связи, навигации и управления. Проект отменялся в 2007 году, но был возобновлён в 2008 году.
Хотя технологичность является одним из самых важных направлений развития вооружённых сил США, на деле выявилось то, что солдаты-пехотинцы слабо ощущали на себе результаты этой политики, хотя пехота приобретала всё возрастающее значение, в связи с ростом значения городской войны в конфликтах c участием войск Соединённых Штатов. На программу «Ленд Уорриор» был возложена задача восполнения пробела в оснащении пехотинцев современными технологиями в краткосрочной перспективе.
Ограниченность ресурсов, а также излишняя масса комплекта стали причиной свёртывания проекта в феврале 2007 года, однако позже возобновлённого в июле 2007 года. Несмотря на отмену системы в это полугодие, 4-я бригада 2-й пехотной дивизии «Рейдеры», обучавшаяся использованию ЛВ ранее, всё же была направлена в Ирак, где использовала эту экипировку.
Технологии Ленд Уорриор должны быть использованы в перспективной программе солдата будущего — Future Force Warrior.